# 13-й Алабамский пехотный полк
13-й алабамский пехотный полк (англ. 13th Regiment Alabama Infantry) — представлял собой один из пехотных полков армии Конфедерации во время Гражданской войны в США. Он прошёл все сражения гражданской войны на востоке от сражения при Севен-Пайнс до капитуляции при Аппоматтоксе. Полк известен участием в первых атаках под Геттисбергом и участием в атаке Пикетта.

## Формирование
Полк был сформирован в Монтгомери, Алабама, 19 июля 1861 года.Его первым командиром стал полковник Биркетт Фрай. 27 ноября того же года капитан роты А, Реджинальд Доусон, стал майором полка.

## Боевой путь
22 июля 1862 года полк был отправлен в Ричмонд, а оттуда переведён в Йорктаун и включен в бригаду Габриеля Рейнса. В ходе кампании на полуострове полк отступил от Йорктауна к Ричмонду и участвовал в сражении при Севен-Пайнс, ге потерял 7 человек убитыми и 45 ранеными. Были ранены полковник Фрай и подполковник Доусон. 11 июня Доусон подал в отставку, будучи болен тифом и дизентерией. Майор Беттс получил звание подполковника, а капитан Джеймс Айкен (рота D) стал майором.
Полк прошёл сражения Семидневной битвы, сражался при Бивердем-Крик (неактивно) и при Гэйнс-Милл, де потерял 4 человек убитыми и 40 ранеными. В сражении при Малверн-Хилл было потеряно 10 человек убитыми и 47 ранеными.
Дивизия Хилла была переброшена в Северную Вирджинию в начале Мерилендской кампании и 13-й Алабамский участвовал в сражении в Южных горах, хотя и не был активно задействован. 17 сентября бригада Рейнса (под командованием Колкитта) участвовала в сражении при Энтитеме, где  занимала левый фланг дивизии у дороги Санкен-Роуд (левее бригады Роудса). В этом бою был снова ранен полковник Фрай, а полк потерял знамя, захваченное рядовым Джоном Мерфи из 5-го Огайского полка. После ранения Фрая командование принял подполковник Беттс. Он собрал оставшихся 30 человек и держал оборону у фермы Пайпера, пока не был ранен сам. Командование принял капитан роты D, Элджернон Ривс, но и он был в итоге ранен.